# Domplatz (Linz)

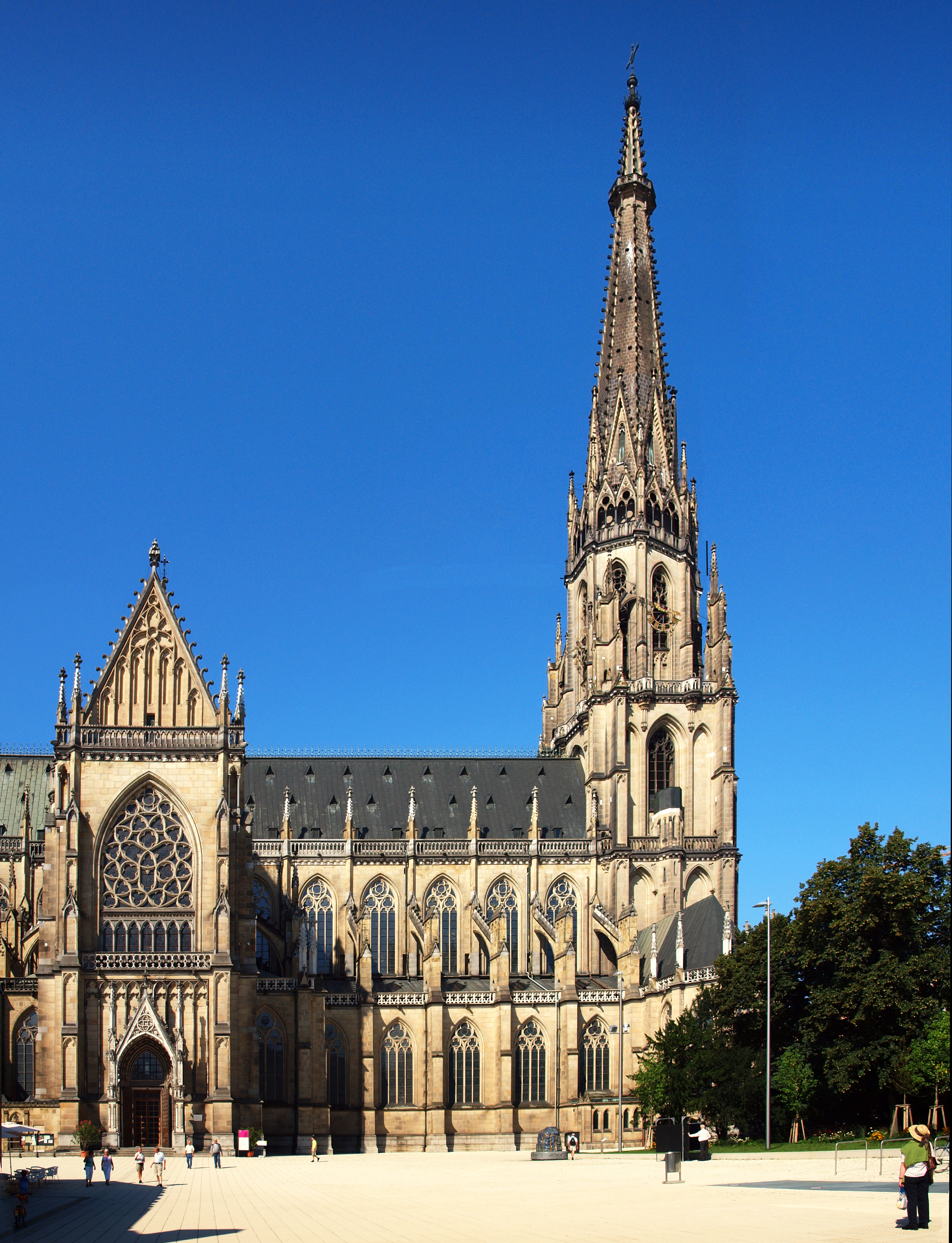
Domplatz

Der Domplatz ist ein zentraler öffentlicher Platz in der oberösterreichischen Landeshauptstadt Linz.

## Lage
Der Platz liegt östlich des Mariendoms an der Kreuzung Herrenstraße mit der Rudigierstraße.

## Geschichte
Mit der Errichtung des Mariendoms wurde der Domplatz angelegt. Seit der Umgestaltung des Platzes und der Renovierung der angrenzenden Gebäude im Jahr 2009 sowie der Errichtung des Hotel am Domplatz präsentiert sich der Domplatz in seiner heutigen Gestalt.
Der Domplatz dient zudem ganzjährig als Veranstaltungsort, z. B. klassischer Konzerte (Klassik am Dom) und verschiedener Märkte im Jahreskreis. Seit 2022 findet hier der Advent am Dom statt.